# Вілья-О'Гіґґінс
Вілья-О'Гіґґінс (ісп. Villa O'Higgins) — село, розташоване в провінції Капітан-Прат регіону Айсен на півдні Чилі у гирлі річки Маєр. Столиця комуни О'Гіґґінс. Названа на честь чилійського національного героя Бернарда О'Гіґґінса. Населення – 450 чол. Засноване у 1966 році.
Селище знаходиться в кінцевій точці Південної дороги (Carretera Austral) на відстані 1240 км від міста Пуерто-Монт.

## Туризм
Село надає туристичні можливості, у тому числі риболовлю, верхову їзду, альпінізм, трекінг, фотографування та спостереження рослинності, тварин і птахів. Основними пам'ятками є льодовики, озеро Сан-Мартін і різноманітна природа Патагонії.